# آب‌گرم (بم)
آب‌گرم یک منطقهٔ مسکونی در ایران است که در دهستان حومه (بم) واقع شده‌است. آب‌گرم ۱۴۲ نفر جمعیت دارد.